# 24e législature du Québec
| 23e législature                | 23e législature | 24e législature | 24e législature | 24e législature | 24e législature | 24e législature | 24e législature | 24e législature | 24e législature | 24e législature | 24e législature | 24e législature | 24e législature | 24e législature | 24e législature | 24e législature | 24e législature | 25e législature | 25e législature |
| Gouvernement Maurice Duplessis |                 |                 |                 |                 |                 |                 |                 |                 |                 |                 |                 |                 |                 |                 |                 |                 |                 |                 |                 |
| 1952                           | 1952            | 1952            | 1952            | 1953            | 1953            | 1953            | 1953            | 1954            | 1954            | 1954            | 1954            | 1955            | 1955            | 1955            | 1955            | 1956            | 1956            | 1956            | 1956            |

La 24e législature du Québec a été élue lors de l'élection générale québécoise de 1952. Voir en ligne.